# Промислова революція у Франції
Промисловий переворот у Франції мав свої особливості і специфіку. Він розпочався пізніше, ніж в Англії, і був затяжним. На думку деяких вчених, у тому числі французьких, Французька революція 1789—1794 рр. негативно вплинула на хід економічного розвитку країни. Незважаючи на проголошені свободи, у країні тривалий час панував економічний хаос та дезорганізація, що дало підстави французькому вченому М. Леві-Лебуайє вважати революцію в економічному плані "національною катастрофою".

## Перший етап
Перші машини тут з'явилися ще в кінці XVIII ст., але не мали широкого застосування. Промислове піднесення відбулося у 1805—1810 рр. в часи правління Директорії та Наполеона, які активно підтримували промисловість і торгівлю. У цей же час у Франції знайшли поширення англійські винаходи. Особливу роль у текстильній галузі промисловості відіграли верстат Жаккара, створений у 1804—1808 рр., який виготовляв тканини з візерунком, та машини Жирара (1810 р.), що здійснювали хімічно-механічну обробку льону. Щоправда, ці винаходи поширилися у французькій текстильній промисловості лише у 40-х роках. У цілому інженерно-технічна думка у Франції відставала від англійської.
Континентальна блокада Англії, яку проводив Наполеон у 1806 р., закрила французький і європейський ринки для англійських промислових товарів, створила великі економічні труднощі для Англії. Вона прискорила становлення і розвиток деяких галузей французької промисловості (суконної, хімічної, металообробної). Проте ті галузі промисловості, які працювали на колоніальній сировині (бавовняна, цукрова), переживали занепад. У цілому прагнення Наполеона створити умови для панування французької промисловості на континенті негативно позначилися на ході промислового розвитку. Франція на довгі роки була позбавлена англійських машин, металовиробів та вугілля, необхідних для механізації виробничих процесів. Сільське господарство Франції страждало через припинення експорту зерна, вин та інших продуктів. Континентальною блокадою були невдоволені союзники Наполеона.

## Другий етап
На другому етапі промислового перевороту (1815—1848 рр.) хід економічного розвитку Франції прискорюється. Зростають темпи механізації виробництва. Розвивається текстильна, металургійна, поліграфічна, керамічна та інші галузі промисловості. У 20-х роках зароджується французьке машинобудування. За обсягом виробництва промислової продукції в середині XIX ст. Франція займало друге місце у світі після Великої Британії. Однак її технічний рівень і конкурентоспроможність залишалися низькими. У Франції зберігалися невеликі мануфактури та дрібне кустарне виробництво. Такий стан деякі історики пояснюють антикапіталістичною атмосферою французького суспільства, характером підприємця: дрібного ділка, людини консервативної, обережної. Торгово-промислова буржуазія не мала достатнього впливу на формування державної політики. Уряд ігнорував її інтереси.
Вже на етапі промислового перевороту у Франції сформувалися фінансова буржуазія, яка відігравала значну роль в державі, зате мало опікувалася розвитком промисловості. Вона збагачувалася за рахунок лихварства, фінансових та біржових спекуляцій. Грошовий капітал зростав швидше, ніж промисловий.
У Франції XIX ст. повільними темпами зростало населення, попит на товари і продукти залишався низьким- Ця негативна тенденція поглиблювалася відносинами на селі, складною та суперечливою структурою аграрного сектора економіки країни. У сільському господарстві Франції домінували дрібні селянські господарства, які з ростом сільського населення все більше подрібнювалися. Переважання дрібних селянських господарств стримувало капіталістичний розвиток французького села. Навіть незважаючи на державну митну політику, яка більше сприяла аграріям, ніж підприємцям, і тим самим гальмувала розвиток промисловості, рівень розвитку сільського господарства порівняно з іншими європейськими країнами залишався низьким.

## Третій етап
Третій етап промислового перевороту у Франції відбувся після революції 1848—1849 рр. і тривав до кінця 60-х років. У цей період фабрично-заводське виробництво охопило більшість галузей промисловості. Загальний обсяг промислової продукції за 1851—1865 рр. зріс майже вдвічі. Кількість парових двигунів у промисловості й транспорті збільшилася з 7,7 до 27,8 тис. Протяжність залізниць досягла 17,4 тис. км.
За прикладом Англії було проголошено свободу торгівлі, ліквідовано обтяжливі мита. Успішно розвивалася кредитна справа, а біржа, банки і акціонерні товариства досягли небувалої сили і значення- Такі успіхи у розвитку економіки країни були досягнуті завдяки зваженій ліберальній політиці Наполеона ІІІ та його уряду.
Отже, в результаті промислового перевороту французька економіка остаточно перейшла на шлях індустріального розвитку. Однак на відміну від Англії у господарстві Франції значну роль відігравало лихварство.